# Avishai Margalit

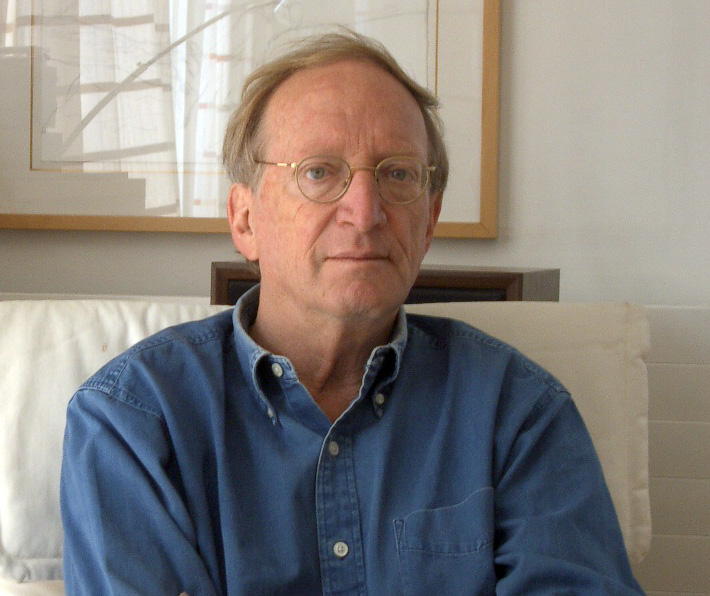
Avishai Margalit en 2008.

Avishai Margalit (Valle de Jezreel, 1939) es un filósofo israelí, catedrático del Instituto de Estudios Avanzados de la Universidad de Princeton y catedrático emérito de Filosofía de la Universidad Hebrea de Jerusalén. También es profesor asociado honorario en la Universidad de Queen y en la de Oxford.

## Pensamiento
Margalit es uno de los pensadores contemporáneos más destacados por sus reflexiones sobre la condición humana, los fundamentos morales de nuestro tiempo y los problemas que enfrentan las sociedades occidentales. El terreno de sus investigaciones es la filosofía social y política, la filosofía de la religión y la cultura, así como las implicaciones filosóficas de la psicología social y cognitiva. Es también un reputado observador del conflicto israelo-palestino y de la relación entre el Islam y el Occidente . Ha escrito numerosos libros, entre los que destacan La sociedad decente (Paidós, 1997, reeditado en 2010), Ética del recuerdo (Herder, 2002), Idolatría, guerras por imágenes (con Moshe Albertal, Gedisa 2003), Occidentalismo: breve historia del sentimiento antioccidental (con Ian Buruma, Península 2005) y On Compromise and Rotten Compromises (Princeton, 2009). Ha sido galardonado con varios premios y distinciones, entre los que se encuentran Spinoza Lens Prize (2001) y el premio Israel de Filosofía (2010) Desde 2011 es miembro de la Academia de Ciencias de Israel.

## Publicaciones destacadas
- 1997 - La sociedad decente (Paidós, reeditado en 2010),
- 2002 - Ética del recuerdo (Herder),
- 2003 - Idolatría, guerras por imágenes (con Moshe Albertal, Gedisa),
- 2005 - Occidentalismo: breve historia del sentimiento antioccidental (con Ian Buruma, Península),
- 2009 - On Compromise and Rotten Compromises (Princeton)
- 2017 - On Betrayal, Harvard University Press.